# Gesetz zur Regelung des Rechts auf Kenntnis der Abstammung bei heterologer Verwendung von Samen
Das Gesetz zur Regelung des Rechts auf Kenntnis der Abstammung bei heterologer Verwendung von Samen ist ein deutsches Artikelgesetz, mit dem die rechtlichen Voraussetzungen für die Errichtung und Führung eines bundesweiten Samenspenderregisters geschaffen sowie im Bürgerlichen Gesetzbuch die gerichtliche Feststellung der rechtlichen Vaterschaft des Samenspenders im Fall einer ärztlich unterstützten künstlichen Befruchtung durch heterologe Insemination ausgeschlossen wurde.

## Entstehungsgeschichte
Eine heterologe Insemination in einem Kinderwunschzentrum führt dazu, dass ein dort gezeugtes Kind seinen genetisch-biologischen Vater (Samenspender) nicht kennt, weil dieser mit Mutter und dem Kind nicht zusammenlebt und das auch gar nicht wünscht.
Das allgemeine Persönlichkeitsrecht des Kindes (Art. 2 Abs. 1 in Verbindung mit Art. 1 Abs. 1 GG) umfasst nach der Rechtsprechung des Bundesverfassungsgerichts aus dem Jahr 1989 jedoch auch das Recht auf Kenntnis der eigenen Abstammung. Einem volljährigen Kind muss demnach die gerichtliche Klärung seiner Abstammung möglich sein.
Nach einem Urteil des OLG Hamm aus dem Jahr 2013 stellte eine Einigung zwischen den Eltern und dem behandelnden Arzt, die Anonymität des Samenspenders zu wahren, im Verhältnis zu dem ungeborenen Kind einen unzulässigen Vertrag zu Lasten Dritter dar.
2015 entschied der Bundesgerichtshof, ein mittels künstlicher heterologer Insemination gezeugtes Kind könne gegen den Reproduktionsmediziner einen aus den Grundsätzen von Treu und Glauben folgenden Anspruch auf Auskunft über die Identität des Samenspenders haben.
Zur Umsetzung dieser Rechtsprechung wurde mit Wirkung zum 1. Juli 2018 mit Art. 1 des Gesetzes zur Regelung des Rechts auf Kenntnis der Abstammung bei heterologer Verwendung von Samen ein zentrales Samenspenderregister beim damaligen Deutschen Institut für Medizinische Dokumentation und Information (DIMDI) errichtet, zu dessen Daten eine durch heterologe Verwendung von Samen gezeugte Person Zugang hat und nach einem festgelegten Verfahren Auskunft verlangen kann. Mit Art. 2 wurde in § 1600d BGB Abs. 4 BGB zugleich sichergestellt, dass der Samenspender weder durch das Kind noch durch dessen Eltern als rechtlicher Vater in Anspruch genommen werden kann.

## Samenspenderregister
Seit Auflösung des DIMDI im Mai 2020 führt das Bundesinstitut für Arzneimittel und Medizinprodukte (BfArM) das elektronische Samenspenderregister, in dem bestimmte personenbezogene Daten zur Identität des Spenders für die Dauer von 110 Jahren gespeichert werden (§ 8 SaRegG). Diese Frist berücksichtigt die maximale Lebenserwartung und entspricht der Frist zur Aufbewahrung des Geburtenregisters und der Sammelakten durch das Standesamt (§ 7 Abs. 2, § 5 Abs. 5 Nr. 2 PStG).

### Datenbeschaffung
Bei der Gewinnung von Samen zur heterologen Verwendung hat die Entnahmeeinrichtung (Kinderwunschzentrum oder Samenbank) seit dem 1. Juli 2018 folgende Daten des Samenspenders zu erheben und zu speichern (§ 2 SaRegG):
1. Familienname und, sofern abweichend, Geburtsname,
2. Vornamen,
3. Geburtstag und Geburtsort,
4. Staatsangehörigkeit und
5. Anschrift.

Diese Daten werden vor Verwendung der Spende auch von der Empfängerin erhoben, nicht jedoch ihre Staatsangehörigkeit (§ 5 Abs. 2 SaRegG).
Außerdem werden die Spendenkennungssequenz oder eine Spendennummer nach einem Einheitlichen Europäischen Code (SEC) gespeichert.
Freiwillig und widerruflich kann der Spender weitere Angaben zu seiner Person, beispielsweise zu Hobbys, Haarfarbe oder Größe und den Beweggründen für die Samenspende machen. Bei deutschen Samenbanken können Paare oder Frauen mit unerfülltem Kinderwunsch einen Spender in der Regel nach Haar- und Augenfarbe, Größe, Gewicht, Bildungsstand sowie Blutgruppe aussuchen.
Bei Spenden, die vor dem 1. Juli 2018 gewonnen wurden, müssen die seit Inkrafttreten des SaRegG erforderlichen Daten des Spenders und der Empfängerin – soweit noch vorhanden – nachträglich erhoben und gespeichert werden. Der Spender kann jedoch der Verwendung seiner nach altem Recht abgegebenen Spende widersprechen. Wurde eine Spende bereits vor dem 1. Juli 2018 zur Zeugung verwendet, sind die Entnahmeeinrichtungen und Einrichtungen der medizinischen Versorgung verpflichtet, die personenbezogene Daten des Samenspenders und der Empfängerin 110 Kalenderjahre nach der Gewinnung bzw. Verwendung des Samens aufzubewahren (§ 13 SaRegG). Vor dem 1. Juli 2018 nach alter Rechtslage gezeugte Kinder können dann zumindest ihren Anspruch auf Kenntnis des eigenen Abstammung gegenüber der Entnahmeeinrichtung geltend machen.

### Datenübermittlung
Sobald ein Kind nach der heterologen Verwendung von Samen geboren worden ist, hat die Entnahmeeinrichtung die von ihr erhobenen Daten an das BfArM zu übermitteln (§ 6 SaRegG). Die Kindsmutter ist verpflichtet, der Entnahmeeinrichtung die Geburt des Kindes mitzuteilen (§ 4 Satz 3 SaRegG).

### Auskunftserteilung
Eine Person, die vermutet, durch heterologe Verwendung von Samen bei einer ärztlich unterstützten künstlichen Befruchtung gezeugt worden zu sein, hat gegenüber dem BfArM Anspruch auf Auskunft aus dem Samenspenderregister (§ 10 SaRegG).
Der Anspruch richtet sich auf die personenbezogenen Daten des Spenders gem. § 2 Abs. 2 SaRegG und kann bis zur Vollendung des 16. Lebensjahres sowohl von den Kindseltern als gesetzliche Vertreter als auch von dem Kind selbst geltend gemacht werden, danach nur noch von dem Kind selbst. Vor Auskunftserteilung informiert das BfArM den Spender über die anstehende Auskunft.
Spender und Empfängerin haben nur einen Auskunftsanspruch hinsichtlich der von ihnen selbst erhobenen Daten (§ 11 SaRegG).

## Rechtsbeziehungen zwischen Samenspender und Kind
Die gerichtliche Feststellung der Vaterschaft des Samenspenders ist bei heterologer Verwendung einer Samenspende im Rahmen einer ärztlich unterstützten künstlichen Befruchtung nicht mehr möglich (§ 1600d Abs. 4 BGB). Das gilt nicht, wenn der Samen, mithilfe dessen das Kind gezeugt wurde, vor dem 1. Juli 2018 verwendet wurde (Art. 229 § 46 EGBGB). Damit werden die Samenspender von der Inanspruchnahme als rechtlicher Vater freigestellt, insbesondere von unterhaltsrechtlichen Ansprüchen der mit einer Samenspende gezeugten Kinder. Die Kinder kommen auch nicht als gesetzliche Erben in Betracht.
Nach altem Recht war das anders. Ein Samenspender konnte in seiner Eigenschaft als genetischer Vater auch als rechtlicher Vater des mittels des gespendeten Samens gezeugten Kindes festgestellt werden, obgleich er bei Abgabe der Spende an die Entnahmeeinrichtung und damit für ihn regelmäßig unbekannte Paare mit Kinderwunsch keinerlei elterliche Verantwortung übernehmen wollte. § 1600d Abs. 4 BGB berücksichtigt seit dem 1. Juli 2018, dass zur Verwirklichung des Rechts des Kindes auf Kenntnis seiner Abstammung die gerichtliche Feststellung der Vaterschaft des Spenders nicht erforderlich und auch nicht interessengerecht ist, weil diesem Recht bereits durch den Anspruch des Kindes auf Auskunft über den Namen und die Anschrift des Spenders Rechnung getragen werden kann.
§ 1600d Abs. 4 BGB gilt nicht in den Fällen einer nicht ärztlich unterstützten künstlichen Befruchtung, insbesondere mittels sog. Becherspende. Dem leiblichen Vater kann im Fall der sogenannten privaten Samenspende außer der Vaterschaft auch ein Umgangsrecht zustehen.